# Zuzana není pro nikoho doma
Zuzana není pro nikoho doma (1963) je pásmo písniček s průvodním slovem od Jiřího Suchého. Jde již o třetí podobné pásmo (třetí „Zuzanu“) v historii divadla Semafor.
Ze záznamu hovořila opět Zuzana Stivínová (některé pasáže jsou rozhovory s autory Suchým a Šlitrem), hudebníci a zpěváci vystupovali živě na pódiu, doprovázel je Orchestr divadla Semafor pod vedením Ferdinanda Havlíka.
Zuzana není pro nikoho doma je první „Zuzanou“, ve které jsou všechny písně z autorské dílny Suchý (text) + Šlitr (melodie), píseň Theo, já tě mám tolik ráda složil celou Jiří Suchý.
V průvodním slově také zazní Suchého variace na slavný monolog Být či nebýt ze Shakespearova Hamleta.

## Seznam písniček
- Co je to blues
- Sáně
- Theo, já tě mám tolik ráda
- Hamlet
- Barová lavice
- Zpěv ptačí
- Zastřelilo tele krávu
- Zčervená
- Kapitáne, kam s tou lodí
- Život je pes
- Motýl
- Oči sněhem zaváté
- Dokud budou včely bzučet
- Z mého života
- Zdvořilý Woody
- Zuzana není pro nikoho doma

Pro představení Suchý složil také nakonec nezhudebněnou píseň Přetržená nit, nakonec se tam ale neobjevila.

## Zvukové záznamy hry
- Zuzana není pro nikoho doma, Supraphon, 1964 – 8 písniček (Co je to blues, Theo, já tě mám tolik ráda, Barová lavice, Zčervená, Kapitáne, kam s tou lodí, Oči sněhem zaváté, Zdvořilý Woody a Zuzana není pro nikoho doma)
- Jména, Bonton, 2003 – píseň Theo, já tě mám tolik ráda

## Knižní vydání textu hry
- Encyklopedie Jiřího Suchého, svazek 10, divadlo 1963–1969, Karolinum a Pražská imaginace, Praha 2002: s. 19-29. – Jedná se o kompilaci dvou textů z archivu Jiřího Suchého, je možné, že se v této podobně představení nikdy nehrálo.